# Les Châtelliers-Notre-Dame
Les Châtelliers-Notre-Dame is een gemeente in het Franse departement Eure-et-Loir (regio Centre-Val de Loire) en telt 132 inwoners (2004). De plaats maakt deel uit van het arrondissement Chartres.

## Geografie
De oppervlakte van Les Châtelliers-Notre-Dame bedraagt 11,2 km², de bevolkingsdichtheid is 11,8 inwoners per km².
De onderstaande kaart toont de ligging van Les Châtelliers-Notre-Dame met de belangrijkste infrastructuur en aangrenzende gemeenten.

## Demografie
Onderstaande figuur toont het verloop van het inwonertal (bron: INSEE-tellingen).